# كالب بن يوفنا

قبر كالب بن يوفنا

كالب بن يوفنا أحد أصحاب نبي الله موسى وزوج أخته مريم وأحد الرجلين اللذين يخافون الله من بني إسرائيل وهما يوشع بن نون وكالب بن يوفنا , وهو ثاني قائم بأمور بني إسرائيل بعد موت نبي الله موسى , وذكر ابن جرير في تاريخه أنه لا خلاف بين أهل العلم من أمتنا وغيرهم على أن القائم بأمور بني إسرائيل بعد يوشع بن نون هو كالب بن يوفنا أحد أصحاب موسى وأحد الرجلين اللذين ممن يخافون الله وهما يوشع وكالب , ثم من بعده كان القائم بأمور بني إسرائيل حزقيل بن بوذي.

## نقباء بني إسرائيل
قال تعالى في سورة المائدة : ﴿وَلَقَدْ أَخَذَ اللَّهُ مِيثَاقَ بَنِي إِسْرَائِيلَ وَبَعَثْنَا مِنْهُمُ اثْنَيْ عَشَرَ نَقِيبًا وَقَالَ اللَّهُ إِنِّي مَعَكُمْ لَئِنْ أَقَمْتُمُ الصَّلَاةَ وَآتَيْتُمُ الزَّكَاةَ وَآمَنْتُمْ بِرُسُلِي وَعَزَّرْتُمُوهُمْ وَأَقْرَضْتُمُ اللَّهَ قَرْضًا حَسَنًا لَأُكَفِّرَنَّ عَنْكُمْ سَيِّئَاتِكُمْ وَلَأُدْخِلَنَّكُمْ جَنَّاتٍ تَجْرِي مِنْ تَحْتِهَا الْأَنْهَارُ فَمَنْ كَفَرَ بَعْدَ ذَلِكَ مِنْكُمْ فَقَدْ ضَلَّ سَوَاءَ السَّبِيلِ ۝١٢﴾ [المائدة:12] .
ذكر ابن عباس وابن إسحاق وغير واحد أن هذا كان لما توجه موسى عليه السلام لقتال الجبابرة فأمر بأن يقيم النقباء من كل سبط نقيب قال محمد بن إسحاق فكان من سبط روبيل شامون بن زكور , ومن سبط شمعون شافاط بن حري , ومن سبط يهوذا كالب بن يوفنا , ومن سبط أبين فيخائيل بن يوسف , ومن سبط يوسف وهو سبط أفرايم يوشع بن نون , ومن سبط بنيامين فلطمى بن رفون , ومن سبط زبلون جدي بن سودى , ومن سبط يوسف وهو منشا بن يوسف جدي بن سوسى , ومن سبط دان حملائيل بن جمل , ومن سبط أسير ساطور بن ملكيل , ومن سبط نفتالي نحى بن وفسى , ومن سبط جاد جولايل بن ميكي .
وقد ورد في سفر العدد من التوراة تعداد النقباء على أسباط بني إسرائيل وأسماء مخالفة لما ذكره ابن إسحاق وفيها : فعلى بني روبيل الصوني بن سادون , وعلى بني شمعون شموال بن صورشكي , وعلى بني يهوذا يحشون بن عمبياذاب , وعلى بني يساخر شال بن صاعون , وعلى بني زبلون الياب بن حالوب , وعلى بني يوسف إفرايم منشا بن عمنهود , وعلى بني منشا حمليائيل بن يرصون , وعلى بني بنيامين أبيدن بن جدعون , وعلى بني دان جعيذر بن عميشذي , وعلى بني أسير نحايل بن عجران , وعلى بني حاز السيف بن دعواييل , وعلى بني نفتالي أجزع بن عمينان.